# Abendgymnasium Stuttgart
Das Abendgymnasium Stuttgart ist als Abendgymnasium in Trägerschaft der Volkshochschule Stuttgart ein Gymnasium mit allgemeinbildender Ausrichtung mit dem Ziel, berufstätigen Erwachsenen auf dem zweiten Bildungsweg die Möglichkeit zur nachträglichen Erlangung von mittlerer Reife, Fachhochschulreife sowie allgemeiner Hochschulreife (Abitur) zu bieten.

## Geschichte
1946 wurde die Schaffung einer Abendoberschule beim Kultusministerium Württemberg-Baden angeregt; gedacht wurde vor allem an Opfer des Krieges, ausdrücklich nicht nur an Männer. Eine Forderung lautete, geholfen werden müsse allen jungen Menschen, die durch Krieg und Kriegsfolgen mittelbar oder unmittelbar daran gehindert worden waren, eine höhere Schule zu besuchen oder eine begonnene Schulausbildung abzuschließen; ebenso aber auch denen, die aus äußeren Gründen den Weg in die höhere Schule nicht finden konnten, obwohl sie ihre Begabung und ihr Fleiß zum erfolgreichen Besuch einer Oberschule befähigt hätten. Die Gründung des Abendgymnasiums erfolgt erst 1948; das Ministerium hatte bis dahin mehrere Anträge abgelehnt. Der erste Unterricht fand in einer Baracke mit Schülern aus dem ausgebombten Eberhard-Ludwigs-Gymnasium statt; der Umzug in das neu erbaute Gebäude des Eberhard-Ludwigs-Gymnasiums in den Herdweg fand 1957 statt. Zu Beginn des Schuljahres 1948 gab es zwei Klassen mit jeweils 35 Schülern (Männer waren zu diesem Zeitpunkt noch deutlich in der Überzahl), von denen 1951 noch 31 Schüler die erste Reifeprüfung ablegten.
1970 erfolgte die schulrechtliche Anerkennung des Abendgymnasiums als staatlich anerkannte Ersatzschule. Zum 25-jährigen Bestehen 1973 hatte das Abendgymnasium über 300 Schüler. Die Gründung der ersten Außenstelle in Esslingen am Neckar erfolgte 1987, die zweite wurde 2002 in Weinstadt gegründet. Das Abendgymnasium Weinstadt wurde 2009, Esslingen 2010 unabhängig. 1995 wurden als Reaktion auf abnehmende Schülerzahlen Vormittags- und Wochenendunterricht eingerichtet, die bis heute Bestand haben. 2008 hatte sich die Schule zum größten Abendgymnasium Baden-Württembergs entwickelt, woran die Teilnehmer mit Migrationshintergrund einen großen Anteil hatten. Deren Zahl wuchs seit den 1980er Jahren konstant.
Seit November 2014 befindet sich das Abendgymnasium in der neu gegründeten Alexander-Fleming-Berufsschule am Nordbahnhof, da dem Eberhard-Ludwigs-Gymnasium aufgrund einer Erweiterung des Schulgebäudes durch einen neuen Musikhochbegabtenzug die Kapazitäten nicht weiter ausreichten.

### Zahlen
2010 hatte das AG Stuttgart rund 550 Schüler und 62 Lehrkräfte. Mehr als die Hälfte der Schüler, die aus über 30 Ländern kommen, haben einen Migrationshintergrund, was deutlich über dem Landesdurchschnitt liegt. Von 1951 bis 2008 bestanden rund 3000 Schüler ihr Abitur am Abendgymnasium. Hinzu kommen viele Abgänger mit Fachhochschulreife bzw. Mittlerer Reife.

## Abschlüsse
Das Abendgymnasium eröffnet einen Weg zur mittleren Reife, zur Fachhochschulreife und zum Abitur, der weitgehend neben der Berufstätigkeit gegangen werden kann. Die Abschlüsse sind staatlich geprüft. Ziel des Abendgymnasiums ist das Abitur (allgemeine Hochschulreife). Es ist dem von allgemeinbildenden Gymnasien gleichgestellt und berechtigt daher zum Studium aller Fachrichtungen in Deutschland. Die Abiturprüfung als solche ist identisch mit dem Zentralabitur in Baden-Württemberg. Außerdem bietet das Abendgymnasium im Bereich der Sprachen zwei weitere Abschlüsse an: Das Latinum und das Diplôme d’Etudes en Langue Française (kurz DELF).

## Unterrichtsfächer

### Mittelstufe
Die Ausbildung ist in Vorkurs, Einführungsphase und Oberstufe gegliedert.
- Im einjährigen Vorkurs erfolgt die Vorbereitung auf eine erfolgreiche Mitarbeit in der Einführungsphase.
- In der folgenden, ebenfalls einjährigen Einführungsphase werden die Schüler auf die Oberstufe vorbereitet; ein erfolgreicher Abschluss der zweiten Klasse entspricht der Mittleren Reife.

### Kursstufe
- In der Oberstufe können in einem begrenzten Rahmen die Fächer als Kurse selbst gewählt werden (Kursstufe).

Der Lehrplan der Oberstufe entspricht dem der Klasse 12 und 13 der Allgemeinbildenden Gymnasien in Baden-Württemberg, wobei der Fächerkanon gegenüber dem Tagesgymnasium eingeschränkt ist. Die Klasse 3 endet mit der Fachhochschulreife, Klasse 4 mit der Abiturprüfung.

### Kernfächer
- Deutsch
- Mathematik
- Englisch

### Zweite Fremdsprache
Außerdem muss eine zweite Fremdsprache belegt werden. Diese ist entweder
- Latein oder
- Französisch

In Latein kann am Ende das kleine bzw. große Latinum, in Französisch die DELF-Prüfung erworben werden.

### Nebenfächer
Physik,
Biologie und
Geschichte
Am Ende der Mittelstufe kann Biologie oder Physik abgewählt werden.

### Unterrichtszeiten
Im Gegensatz zu anderen Abendgymnasien bietet das AG Stuttgart neben den reinen Abend-Klassen auch einen Wochenend-Zug an.
- Unterrichtszeiten Klasse 1 (=10) und 2 (=11)
  - Abend-Zug: Unterricht Montag bis Donnerstag in der Zeit zwischen 17.00 und 21.30 Uhr
  - Wochenend-Zug: Unterricht Freitag von 17.00 bis 21.30 Uhr und Samstag von 9.00 bis 17.15 Uhr.

- Unterrichtszeiten Kursstufe (Kl. 12 + 13)
  - Unterricht in der Oberstufe (ab Klasse 3): Ab Klasse 3 kann der Unterricht aus Vormittag-, Abend- oder Wochenendunterricht frei zusammengestellt werden. Das Unterrichtsvolumen beträgt jedoch 24 Stunden pro Woche, die auf verschiedene Tage verteilt werden. Für den Wochenendzug bedeutet dies mind. 3-4 × Unterricht pro Woche.

## Aufnahmebedingungen
- Für Klasse 1 (= Kl. 10) sind Bedingung: Mindestalter 18 Jahre, mindestens Hauptschul- oder Realschulabschluss (ohne Nachweis einer zweiten Fremdsprache), sowie abgeschlossene Berufsausbildung oder mindestens zwei Jahre Berufstätigkeit.
- Für Klasse 2 (= Kl. 11) sind Bedingung: Mindestalter 19 Jahre, Realschulabschluss oder gleichwertiger Schulabschluss mit Notendurchschnitt 3,0 oder besser in den drei Hauptfächern Deutsch, Englisch und Mathematik, Grundkenntnisse in einer zweiten Fremdsprache, sowie abgeschlossene Berufsausbildung oder eine mindestens dreijährige Berufstätigkeit.
- Für Klasse 3 (= Kl. 12) gelten Mindestalter 20 Jahre, Versetzung in die Klasse 12 oder 13 eines allgemeinen Gymnasiums, sowie abgeschlossene Berufsausbildung oder Nachweis von mindestens drei Jahren Berufstätigkeit.
- In Klasse 4 (=Kl. 13) wird nicht direkt eingestuft. Klasse 3 muss hierfür am Abendgymnasium besucht worden sein.

In allen Klassen ist Berufstätigkeit, auch in Teilzeitarbeit während des Schulbesuchs möglich.

## Persönlichkeiten

### Bekannte Lehrer
- Hermann Steinthal (1925–2014), Altphilologe, Fachdidaktiker und von 1956 bis 1961 Leiter des Abendgymnasiums Stuttgart
- Harald Barrios (* 1961), Politikwissenschaftler

### Bekannte Schüler
- Alwin Binder (1934–2017), Germanist (Abitur 1961)